# Haikouella lanceolata
Haikouella lanceolata è l'unica specie conosciuta del genere Haikouella, nota da 305 campioni fossili reperiti per la maggior parte nella zona di Maotianshan nella provincia dello Yunnan della Cina. L'età stimata di questa specie è di circa 530 milioni di anni, nel Cambriano inferiore.
La H. lanceolata si presenta di forma pesciforme, simile agli altri fossili rinvenuti nella zona; è simile alla forma Yunnanozoon, più primitiva, ed è probabilmente un emicordato. Vi sono però alcune differenze anatomiche dallo Yunnanozoon. Non ha ossa né una mandibola mobile, ma a parte questo ricorda i vertebrati. È lungo da 20 a 30 millimetri (massimo 40) ed è dotato di una testa, branchie, cervello, notocorda, una muscolatura ben sviluppata, cuore e sistema circolatorio. Ha una proiezione caudale della notocorda che può essere una primitiva pinna caudale, e sembra presentare una coppia di occhi laterali. Alcuni esemplari mostrano la pinna dorsale e ventrali.